# Far til fire i sneen
Far til fire i sneen er en dansk familiefilm i Far til fire-serien fra 1954 instrueret af Alice O'Fredericks efter manuskript af Grete Frische.

## Medvirkende
- Ib Schønberg som Far
- Birgitte Price som Søs
- Otto Møller Jensen Ole
- Rudi Hansen som Mie
- Ole Neumann som Lille Per
- Peter Malberg som Onkel Anders
- Agnes Rehni som Fru Sejersen
- Preben Neergaard
- Ib Mossin som Peter
- Ejnar Juhl
- Knud Heglund
- Eik Koch